# Synodontis njassae
Synodontis njassae  es una especie de pez de la familia  de los mocócidos, del orden de los siluriformes.

## Morfología
E macho puede alcanzar hasta 19,2 cm de longitud total.

## Distribución geográfica
Vive en la cuenca del Lago Malawi, en África.